# Lakeview Heights
Lakeview Heights è un comune degli Stati Uniti d'America, situato nello Stato del Kentucky, nella contea di Rowan.